# Rimelia commensurata
Rimelia commensurata är en lavart som först beskrevs av Hale, och fick sitt nu gällande namn av Hale & A. Fletcher. Rimelia commensurata ingår i släktet Rimelia och familjen Parmeliaceae.   Inga underarter finns listade i Catalogue of Life.